# Алексеев, Павел Алексеевич
Па́вел Алексе́евич Алексе́ев (2 августа 1915 года, Лиски ― 10 апреля 2004 года, Миасс) ― советский физик, инженер-конструктор, лауреат Ленинской премии (1961), премии имени В. П. Макеева (1989), один из основоположников советского ракетостроения.

## Биография
Родился 2 августа (20 июля) 1915 года в селе Новая Покровка Бобровского уезда Воронежской губернии (ныне — в черте города Лиски Воронежской области).
В 1933 году окончил фабрично-заводское училище, работал слесарем, затем — машинистом-дизелистом на хладокомбинате в городе Лиски и одновременно
продолжал учёбу на рабфаке. В 1935 году поступил на физико-математический факультет Воронежского государственного университета, который окончил в 1941 году.
После начала Великой Отечественной войны, в июле 1941 года призван в ряды Красной армии, после обучения с ноября 1941 года в звании воентехника 2-го ранга служил в действующей армии в должности Начальника арттехснабжения Стрелкового батальона 31-й Отдельной стрелковой бригады 3-й Ударной армии в составе Калининского фронта. В 1943 году направлен на учёбу в Высшую офицерскую артиллерийско-техническую школу РККА, по окончании которой он служил в подразделениях технического снабжения 3-й Ударной армии.
В 1947 году демобилизовался и был принят на работу в ОКБ-1 — Особое Конструкторское бюро при Научно-исследовательском институте № 88 под руководством Сергея Павловича Королёва. Здесь работал инженером, затем старшим инженером отдела, принимал участие в изучении трофейных образцов немецкой ракеты «Фау-2», а также в разработке и испытаниях первых отечественных баллистических ракет.
В 1954 году направлен на работу в СКБ-385 — Специальное конструкторское бюро при Златоустовском машиностроительном заводе для организации разработки и производства баллистических ракет. В 1955 году СКБ-385 было переведено в город Миасс Челябинской области. В 1966 году СКБ-385 было преобразовано в Конструкторское бюро машиностроения (ныне ― Государственный ракетный центр «Конструкторское бюро имени Академика В. П. Макеева»).
В 1957 году Алексеев назначен на должность Начальника отдела динамики СКБ-385, где сконцентрировал свои расчётно-теоретические работы по широкому
диапазону вопросов проектирования, разработки и экспериментальной отработки баллистических ракет для подводных лодок. Стоял у истоков формирования и становления основных расчетно-теоретических направлений по баллистике и управлению движением баллистических ракет подводных лодок. Принимал участие в создании всех поколений ракетных комплексов подводных лодок Р-11ФМ, Р-13, Р-21, Р-27, Р-29, Р-39).
Организовал в Конструкторском бюро машиностроения Вычислительный центр, оснащённый современной аналоговой и цифровой вычислительной техникой. Предложил и реализовал оригинальные технические решения, в том числе и по возникающим в процессе экспериментальной отработки и требующим быстрого и точного решения.
Выйдя на пенсию в 1975 году, продолжал сотрудничать с коллективом конструкторского бюро передавая свой бесценный опыт молодым инженерам. Автор 9 изобретений из которых 6 внедрены в принятые на вооружение изделия ракетной техники.
Умер 10 апреля 2004 года в Миассе.

## Награды
- Орден Ленина (1963)
- Орден Отечественной войны II степени (1965)
- Орден Трудового Красного Знамени (1975)
- Орден Красной Звезды (1942)
- Орден «Знак Почёта» (1969)
- Медаль «За победу над Германией в Великой Отечественной войне 1941—1945 гг.»
- Юбилейная медаль «300 лет Российскому флоту» (1996)
- Золотая медаль имени С. П. Королёва
- Медаль имени академика В. П. Макеева Федерации космонавтики России (1989)

## Научные публикации
- «Решение задач динамики старта при разработке баллистических ракет подводных лодок» (вместе с В. П. Макеевым, Б. А. Сосниным, Н. Ф. Тамбуловым). Статья опубликована в издании «Баллистические ракеты подводных лодок России. Избранные статьи» (под общ редакцией Доктора технических наук И. И. Величко; Составители: Кандидат технических наук Р. Н. Канин, О. Е. Лукьянов, Ю. Г. Тарасов; г. Миасс, 1994 год; 279 стр.; ГРЦ «КБ имени Академика В. П. Макеева»).